# Messor striativentris
Messor striativentris är en myrart som beskrevs av Carlo Emery 1908. Messor striativentris ingår i släktet Messor och familjen myror. Inga underarter finns listade i Catalogue of Life.